# NEC PC-6001
Le NEC PC-6001 est un modèle de PC dont la vente a débuté en novembre 1981. Il s'agit du premier modèle de type ordinateur personnel fabriqué par la firme japonaise NEC Corporation. Plusieurs variantes ont vu le jour, dont le PC-6001 MK2, le PC-6001 MK2 SR, et le PC-6801, ainsi qu'une version américaine, appelée le NEC PC-6001A ou NEC TREK. Son successeur est le NEC PC-6601.

## Caractéristiques
- processeur :  PD 780c-1 (compatible Zilog Z80) cadencé à 3,8 MHz
- coprocesseur : M5C6847P-1 (compatible MC6847)
- mémoire : 16-32KB RAM, 20KB ROM
- définition d'écran : 256x192 (monochrome), 128x192 (2 couleurs), 64x48 (9 couleurs), 256x128, 128x128

## Comparaison technique de la gamme
(source : version italienne)
|                            | PC-6001                                | PC-6001 MK2                                                                              | PC-6001 MK2 SR                                                                                                 | PC-6601 | PC-6601 SR |
| -------------------------- | -------------------------------------- | ---------------------------------------------------------------------------------------- | --- | --- | --- |
| Surnom                     | Papikon                                |                                                                                          | | M.PC | Mr.PC |
| Année                      | 1981                                   | 1983                                                                                     | 1984 | 1983 | 1984 |
| RAM                        | 16KB (max 32K)                         | 64KB                                                                                     | 64KB | 64KB + 1KB (interface disquette)                                                                            | 64KB + 1KB (interface disquette)                                                                               |
| Processeur(compatible Z80) | µPD 780C-1 3,993 6 MHz                 | µPD 780C-14 MHz                                                                          | µPD 780C-13,58 MHz                                                                                             | µPD 780C-14 MHz                                                                                             | µPD 780C-13,58 MHz                                                                                             |
| Coprocesseur               | µPD8049                                | µPD8049                                                                                  | µPD8049 | µPD8049 | µPD8049 |
| ROM                        | 16KB Basic, 4KB caratteri              | 32KB Basic, 32KB caratteri kanji, 16KB generatore caratteri(modo 4), 16KB sintesi vocale | 32KB N66SR Basic, 32KB N66 Basic, 32KB caratteri kanji, 16KB generatore caratteri(modo 5), 32KB sintesi vocale | 32KB Basic + monitor linguaggio macchina, 32KB caratteri kanji, 16KB dati per le voci, 16KB Kyarajene?      | 32KB N66SR Basic, 32KB N66 Basic, 32KB caratteri kanji, 16KB generatore caratteri(modo 5), 32KB sintesi vocale |
| mode texte                 | 32 × 16                                | 40 × 20                                                                                  | 80 × 25 | 40 × 25 | 80 × 25 |
| modes Graphiques           | 128 × 192 4 colori, 256 × 192 2 colori | 160 × 200 15 colori, 320 × 200 4 colori                                                  | 320 × 200 15 colori 640 × 200 4 colori                                                                         | 160 × 200 15 colori, 320 × 200 4 colori                                                                     | 320 × 200 15 colori 640 × 200 4 colori                                                                         |
| prix                       | 89 800 ¥                               | 84 800 ¥                                                                                 | 89 800 ¥ | 143 000 ¥                                                                                                   | 155 000 ¥ |
| pilote intégré             |                                        |                                                                                          | | 1 Floppy 1D simple face                                                                                     | 1 Floppy disk 1DD simple face, double densité                                                                  |
| Basic en ROM               | N60(Microsoft 16K)                     | N60(16 e 32K RAM), N60 Extended(16 e 32K RAM), N60m (64K RAM)                            | N60, N60 Extended, N66, N66 SR                                                                                 | N60(16 e 32K RAM), N60 Extended(16 e 32K RAM), N66                                                          | N60, N60 Extended, N66, N66 SR                                                                                 |
| Masse                      | 4,3 kg                                 | 3,3 kg                                                                                   | 3,6 kg | 4,5 kg | 5,4 kg, +0,92 kg (avec batterie)                                                                               |
| dimensions en mm (LxPxH)   | 416x273x90                             | 365x87x260                                                                               | 368x87x285 | 365x113x380                                                                                                 | 360x345x90, 330x195x36                                                                                         |
| consommation               | 25 W(AC100 V 50 Hz)                    | 25 W(AC100 V 50 Hz)                                                                      | 25 W(AC100 V 50 Hz)                                                                                            | 25 W(AC100 V 50 Hz)                                                                                         | 25 W(AC100 V 50 Hz)                                                                                            |
| son et synthétiseur vocal  | AY-3-8910                              | AY-3-8910), sintesi vocale del giapponese, autoparlante incluso                          | sintesi vocale del giapponese, riproduzione FM ad onda quadra, autoparlante incluso                            | generatore di suoni programmabile a 3 voci (AY-3-8910), sintesi vocale del giapponese, autoparlante incluso | sintesi vocale del giapponese, riproduzione FM ad onda quadra, autoparlante incluso                            |

## Périphériques
Différents périphériques étaient disponibles pour la machine en Amérique du Nord (NdD : et en Europe ?), dont une extension multiple du lecteur de cartouche (certains jeux nécessitant plusieurs cartouches), un lecteur à bande magnétique (format cassette audio), un lecteur de disquettes 5.5", une imprimante et un touchpad.